# Marché central de Montréal
Pour les articles homonymes, voir Marché central.

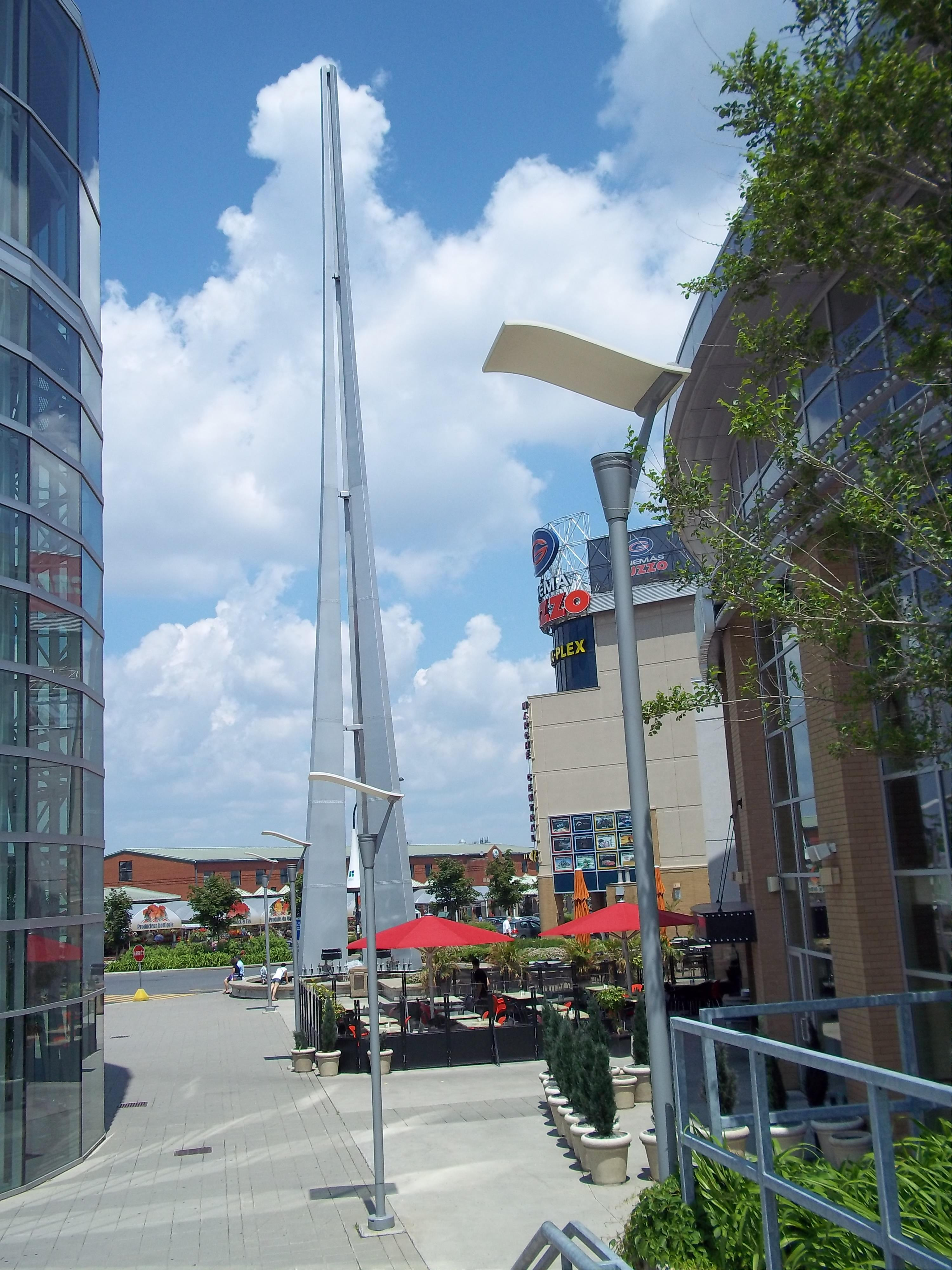
Tour du Marché central de Montréal

Le Marché central de Montréal est l'un des centres commerciaux les plus importants du Canada avec plus de 1 000 000 pi2 (92 903 m2) et plus de soixante locataires. Il accueille plus de 10 millions de visiteurs par année. Il forme avec le centre commercial Rockland un pôle commercial majeur.

## Localisation
Le Marché central est situé dans le quadrilatère borné au nord par la voie ferrée du Canadien National, à l'est par la voie ferrée du Canadien Pacifique, à l'ouest par le boulevard de l'Acadie et au sud par le boulevard Crémazie. Il a une localisation exceptionnelle, entourée de l'autoroute 15 et de l'Autoroute métropolitaine (40), dans l'arrondissement Ahuntsic-Cartierville de Montréal.

## Historique
En 1950, le Marché central commence ses activités lorsque plusieurs maraîchers de Montréal quittent le Marché Bonsecours (dans le Vieux-Montréal) devenu trop petit et peu accessible.
À partir de 1992, la Congrégation des Sœurs du Bon-Pasteur de Québec investissent massivement dans l'achat du Marché central. Par la suite, les sœurs, qui avaient un intérêt considérable dans le projet de construction, s'étaient fait convaincre par des fraudeurs de garantir deux prêts au Marché central totalisant 61 millions de dollars.
Quand le détournement de fonds a été mis au jour, les banques ont rappelé les prêts, que les religieuses ont dû rembourser, non sans déposer un protêt. Pour éviter la catastrophe financière, les sœurs ont négocié toutes les créances et racheté l'entreprise en faillite- une tâche colossale- et terminé elles-mêmes la construction du Marché central. Après maintes péripéties, elles ont revendu en janvier 2005 le Marché central à profit pour la somme de 302 millions à la British Columbia Investment Management Corporation.